# موتکسامل

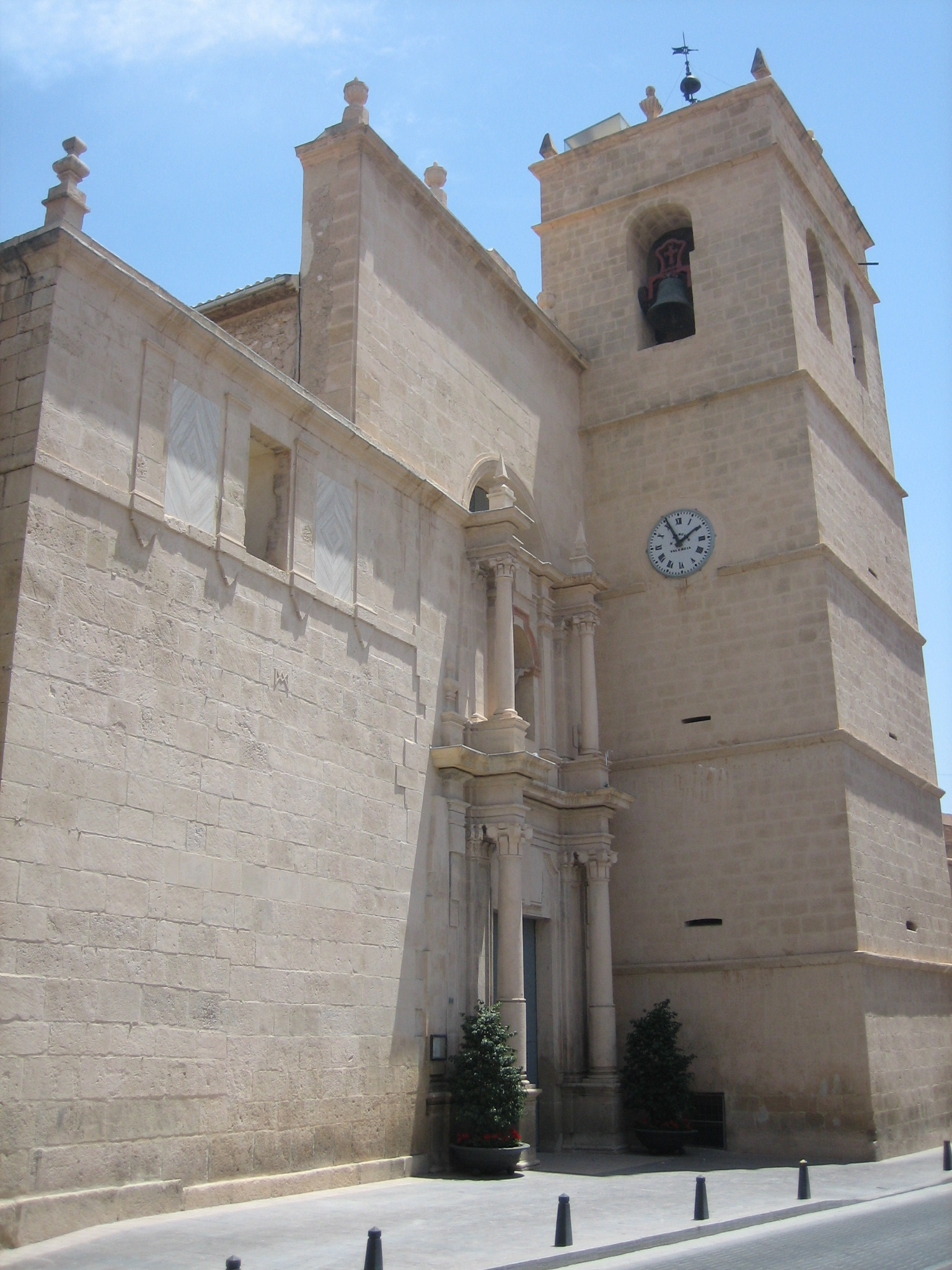
نمایی از کلیسای دهستان موتکسامل در استان آلیکانتهٔ اسپانیا - ۲۰۰۶

موتکسامل دهستانی در استان آلیکانتهٔ اسپانیا است.
در این دهستان ۱۹٬۲۶۴ نفر زندگی می‌کنند. مساحت این دهستان ۴۷٫۵۲ کیلومتر مربع است.